# Dagligliv i Han Herred
Dagligliv i Han Herred er en dansk dokumentarisk optagelse fra 1981.

## Handling
Del 1:Private optagelser fra Han Herred. Blandt feriebilleder, udflugter, diverse byggeprojekter og familiesammenkomster ses togtrafikken på Bonderup Station, rutebilen Løgstør-Brovst, Hvalpsund Havn og et større bygge-anlægsprojekt med rejsegilde (17:40-31:15).
Del 2:Private optagelser fra Han Herred. Juletræsfest og juleaften, isvinter, nytårsaften, sommerfest i Bonderup, diverse festlige komsammener med spisning og dans, endnu en juleaften og nytårsfest. Derudover familieudflugter, sommerferie, sammenkomster og hverdagsliv.